# حمض الزيت
الحامض الزيتي أو حمض الزيت أو حمض الأولييك هو حمض دهني أوميغا-9 أحادي غير مشبع موجود في مختلف المصادر الحيوانية والنباتية. وله الصيغة C18H34O2 (أو CH3(CH2)7CH=CH(CH2)7COOH)ا. الشكل المشبع لهذا الحمض هو حمض الشمع.

## وجود حمض الزيتيك
حمض الزيتيك يشكل 55-80 ٪ من زيت الزيتون، مع أنه قد يكون هناك 0.5-2.5 ٪ فقط أو أكثر كحمض دسم فعلي، و15-20 ٪ من زيت بذور العنب وزيت عجرم البحر (sea buckthorn oil)ا. قد يكون حمض الزيتيك مسؤولا عن تأثيرات خفض ضغط الدم لزيت الزيتون. يحتوي النخيل البرازيلي، açaí، واحدة من أعلى مستويات حمض الزيتيك المعروفة في لب الفاكهة (56 ٪).

### اعتباره فيرومون الحشرات
ينبعث حمض الزيتيك من تحلل أجسام عدد من الحشرات الميتة، بما فيها النحل ونمل Pogonomyrmex فيثير غرائز الحشرات العاملة لإزالة أجسام الموتى من خلايا النحل. إذا كانت النحلة أو النملة الحية ملوثة بحمض الزيتيك، فإنها تجر خارجًا كما لو كانت ميتة. أو النملة الحية ملوثة بحمض الزيتيك، فإنها تجر خارجًا كما لو كانت ميتة.

## الإنتاج والسلوك الكيميائي
حمض الأوليك يخضع لتفاعلات الأحماض الكربوكسيلية الكينات وهو قابل للذوبان في القاعدة المائية لإعطاء الصابون .وإرجاع حمض الزيتيك عند نهاية الكربوكسيل ليعطي كحول زيتي. تدعى أملاح حمض الزيتيك أوليئات oleates. هدرجة الرابطة المزدوجة تعطي المشتقات المشبعة للاحماض الدهنية . الأكسدة عند الرابطة المزدوجة تحدث ببطء في الهواء، إذا أُسقط حمض الزيتيك داخل الماء، ينتشر خارجًا ويشكل طبقة رقيقة جدًا، وبسماكة الجزيء إذا سمح الوضع بذلك.

H17C8CH=CHC7H14CO2H + 4"O" → H17C8CO2H + HO2CC7H14CO2H

## الاستخدامات
حمض الأوليك يوجد (في شكل الدهون الثلاثية) في غذاء الإنسان العادي كجزء من الدهون الحيوانية والزيوت النباتية.
يستعمل حمض الأوليك في صورة ملح صوديوم كعنصرا رئيسيا في صناعة الصابون باعتباره عامل استحلاب. ويستخدم أيضا على أنه من المطريات. 
وتستخدم كميات صغيرة من حمض الأوليك باعتباره سواغ في الأدوية، ويستخدم حمض الأوليك باعتباره عامل اذابة ( solubilizing ) في منتجات الأيروسول
.

## الآثار الصحية
ويعتبر حمض الأوليك كمصدر من الدهون الصحية . ومع ذلك، الاحماض الدهنية أوميغا 9 ليست الأحماض الدهنية الأساسية، كما ذكرنا يمكن تصنيعه من الأحماض الدهنية الأساسية الأخرى. يتطلب حمض الأوليك للحفاظ على وظائف مختلفة، بما في ذلك تشكيل لغشاء الخلية، وتطوير الدماغ، وحسن سير وظائف المخ وتنظيم ضغط الدم. وجدت أساسا في الأنسجة الدهنية في الجسم.حمض الأوليك بمثابة بديل صحي عن مصادر الدهون الحيوانية، والتي ليست فقط عالية من الدهون المشبعة، ولكن تحتوي أيضا على الكوليسترول الضار.
.
- إبطاء تطور هذا المرض المعروفة باسم Adrenoleukodystrophy (محددة المدة). هذا المرض يؤثر على الأغماد المايلين في الأعصاب، وكذلك الغدد الكظرية. وتنتج الأعراض التي تشبه أعراض مرض التصلب المتعدد.

.
- يمكن أن يساعد على ضمان حسن سير وظائف الدماغ، و لتحسين الذاكرة أيضا.
- يمكن أوميغا-9 الأحماض الدهنية تساعد أيضا في تنظيم ضغط الدم ، وهو ما قد يفسر ارتفاع ضغط الدم الحد من تأثير من زيت الزيتون.
- حمض الأوليك هو مفيد لصحة القلب والأوعية الدموية . يمكن أن يقلل بشكل ملحوظ من خطر الإصابة بأمراض تصلب الشرايين والسكتة الدماغية.
- أوميغا-9 الأحماض الدهنية يمكن أن تقلل من نسبة الكولسترول في الدم، والتي يمكن زيادة تعزيز صحة القلب والأوعية الدموية.
- ويمكن أن تكون مفيدة للحد من مقاومة الانسولين وبالتالي تحسين تحمل الغلوكوز. لذلك، يمكن للمرضى السكري حتى الاستفادة من هذه الأحماض الدهنية.
- ويمكن أيضا تنشيط الجهاز المناعي، وتحسين قدرتها على مكافحة العوامل المعدية، والحفاظ على الاستجابة للالتهابات صحي.
- يمكن أن حمض الأوليك يساعد إنتاج البروستاجلاندين، والذي يعمل تماما كهرمون والتي ينتجها الجسم استجابة للصدمة. إلا أنها تشعر بالقلق مع تفعيل الاستجابة الالتهابية، تقلص العضلات والاسترخاء والتحريض على العمل خلال فترة الحمل.
- ويمكن أيضا أن يساعد على تجديد الخلايا التالفة وأنسجة الجسم.
- أوميغا-9 له خصائص مضادة للأكسدة، والتي يمكن أن تقلل من تلف الخلايا الناجم عن الجذور الحرة. ومضاد للأكسدة، ويمكن أن يقلل من خطر لأنواع معينة من السرطان كذلك. وايضا منع تشكل الخلايا السرطانية بشكل مباشر [15]
- ونظرا لتأثيرات مضادة للالتهابات، ويمكن حمض الأوليك ان يكون فعال للحد من آلام وتصلب المفاصل ، ويرتبط مع ظروف مثل التهاب المفاصل.
- أوميغا 9 الاحماض الدهنية يكون مرطب ممتاز للبشرة. أنها يمكن أن تساعد على الحفاظ على بشرة ناعمة ونضرة، وربما هذا هو السبب، وقد استخدمت مصدر في وسعها، وزيت الزيتون، للعناية بالبشرة منذ العصور القديمة.

## وصلات خارجية
- NIST Chemistry Webbook